# تومي باول
تومي باول (بالإنجليزية: Tommy Paul)‏ هو لاعب كرة مضرب أمريكي، ولد في 17 مايو 1997 في مقاطعة كامدن في الولايات المتحدة.

## وصلات خارجية
- تومي باول على موقع رابطة محترفي التنس (الإنجليزية)
- تومي باول على موقع الاتحاد الدولي لكرة المضرب (الإنجليزية)
- تومي باول على موقع كأس ديفيز (الإنجليزية)
- تومي باول على موقع خلاصة التنس.كوم (الإنجليزية)
- تومي باول على موقع إي إس بي إن.كوم (الإنجليزية)
- تومي باول على موقع أوليمبيديا (الإنجليزية)
- تومي باول على موقع اللجنة الأولمبية والبارالمبية الأمريكية (الإنجليزية)